# Pétrel des Galapagos
Pterodroma phaeopygia
Espèce
Statut de conservation UICN

 CR A2bce : 
En danger critique
Le Pétrel des Galapagos (Pterodroma phaeopygia) est une espèce d'oiseaux de haute mer du genre Pterodroma de la famille des Procellariidae.

## Étymologie
Le nom d'espèce, phaeopygia (du grec φαιός/phaios, brun et πυγή/pughè, fesse), de cet oiseau au vol rapide, fait référence à la couleur brune de son croupion.

## Répartition
Cette espèce est endémique des Galápagos. Elle niche sur cinq des principales îles de l'archipel, à savoir San Cristobal, Santa Cruz, Santiago, Isabela et Floreana. Cependant elle se rencontre, en quête de nourriture, sur une aire beaucoup plus vaste, dans un rayon qui peut atteindre 2 000 km comprenant notamment toute la côte du Pacifique, du sud du Mexique jusqu'au sud du Pérou.

## Description
C'est un oiseau d'environ 43 cm avec de longues ailes qui lui donnent une envergure de 90 cm. Il a un bec trapu, le front blanc, la calotte et le dessus du corps brun fuligineux uniforme à noirâtre. Le dessous des ailes est blanc avec une bande noire sur le bord d'attaque ainsi qu'à l'arrière sur les plumes de couverture. Tout le dessous du corps est également blanc sauf le croupion, brun, comme son nom scientifique le suggère.

## Alimentation
Il se nourrit principalement de calmars, de poissons et de crustacés.

## Comportement
Il a un vol caractéristique très rapide entrecoupé de longs vols planés et de virages suivis de grandes courbes accompagnées de quelques battements d'ailes, spécialement dans des conditions venteuses.
On le rencontre habituellement seul, s'associant rarement avec d'autres oiseaux marins. Il se nourrit principalement en interceptant ses proies juste à la surface de l'eau.

## Reproduction
Il se reproduit dans les hautes terres humides, entre 300 et 900 m, dans des terriers ou des cavités naturelles, sur des pentes, gouffres et tunnels de lave. La majorité des pontes a lieu entre mai et octobre, culminant en août. Il s'agit d'un œuf unique blanc dont la période de couvaison est de 52 à 56 jours.

## Prédateurs
Cette espèce souffre de la présence d'une espèce de prédateurs introduite dans ces îles, le rat noir. Ces mammifères, dont l'espèce est difficile à éradiquer malgré les efforts déployés par les autorités scientifiques locales, dévorent les œufs dans les nids et s'attaquent même aux oisillons.

## Statut
Cette espèce, qui a subi un déclin très rapide au cours des soixante dernières années, est classée en danger critique d'extinction.